# 이시즈카 리에
이시즈카 리에(일본어: 石塚理恵, 1964년 4월 26일 ~ )는 일본의 성우이다.

## 출연 작품

### TV 애니메이션
2000년
- 스트레인지 던(마니)

2002년
- 마왕 단테(코다이 사에코)

2003년
- 에어 마스터(산파기타 카이)

2004년
- 철인 28호 2004(타카미자와 비서)

2009년
- 샹그리라(사요코)

### OVA
2001년
- 엔젤 블레이드(청룡 천묘인)

### 극장판
1999년
- 건드레스(알리사 타카쿠라)